# 中川謙二
中川 謙二（なかがわ けんじ、1934年〈昭和9年〉11月16日 - ）は、日本の俳優・声優。東京府東京市（現：東京都）出身。本名同じ。早稲田大学卒業。プロダクション・タンクなどに所属していた。趣味は社交ダンス、ボウリング。

## 経歴
舞台、映画からアニメやラジオの声優、CMまで幅広くこなす。
一時期、中川謙一名義で出演した作品もある。

## 出演作品

### 俳優業

#### テレビドラマ
- 事件記者（1958年、NHK）
- 明るい農村（1958年、NHK）
- 赤穂浪士（1964年、NHK）
- 虹の設計（1964年 - 1966年、NHK）
- 帰ってきたウルトラマン 第15話「怪獣少年の復讐」（1971年、TBS / 円谷プロ） - 電車運転手（小田切史郎の父親）
- 恐怖劇場アンバランス 第5話「死骸（しかばね）を呼ぶ女」（1973年、CX / 円谷プロ） - 患者
- 春よ、来い（1994年、NHK）
- 憲法はまだか（1996年、NHK）
- 水戸黄門 第35部 第10話（2005年、TBS） - 和尚
- 相棒 Season5 第8話（2005年、EX） - 新田公彦
- ケータイ刑事 銭形海 1stシリーズ（2007年、BS-i）

#### 映画
- Shall We ダンス?（1996年、角川映画）
- Lie Lie Lie（1997年、東映）

#### 舞台
- 魔女傳説

#### CM
- 田辺製薬（現：田辺三菱製薬）アスパラドリンク
- 松下電器産業 パナソニック乾電池
- JCBカード
- ACC英語学院

### 声優業

#### テレビアニメ
1964年
- 少年忍者 風のフジ丸

1969年
- タイガーマスク（1969年 - 1971年、若月先生[2]、梶原一騎[3]、ピエールの父[3]、穂積一衛[3]、支配者の一人[3] / ブラックタイガー[3]）

2008年
- 恋姫†無双（張昭）

#### 劇場アニメ
1963年
- わんわん忠臣蔵（キラーの用心棒[4]）

1965年
- 少年忍者 風のフジ丸 まぼろし魔術団

1967年
- 少年ジャックと魔法使い（小悪魔）

2000年
- 人狼 JIN-ROH（安仁屋勲）

#### 特撮
1975年
- ウルトラマンレオ（ウルトラセブンの声[5]）#51

#### ラジオ
- 箱根山
- 光っている場所